# Konstantín Yuon
Konstantín Fiódorovich Yuón (en ruso: Константи́н Фёдорович Юо́н) fue un destacado pintor y diseñador de teatro ruso asociado con Mir iskusstva. Más tarde, cofundó la Unión de Artistas Rusos y la Asociación de Artistas de la Rusia Revolucionaria.

## Biografía
Yuón nació en Moscú en la familia de un empleado bancario de origen suizo-ruso (el apellido Yuón viene de Walser). Su hermano Paul Juon fue un compositor notable.
De 1892 a 1898, estudió en la Escuela de Pintura, Escultura y Arquitectura de Moscú, donde Konstantín Savitski y Konstantín Korovin se encontraban entre sus distinguidos maestros. Después de graduarse de la Escuela de Arte de Moscú, tomó lecciones privadas con Valentín Serov por 2 años, hasta 1990. Durante varios viajes a Europa occidental, particularmente en París, se familiarizó con los paisajes urbanos de Camille Pissarro y otros impresionistas, pero conservó su propio estilo distintivo.
En 1900, abrió la primera escuela privada de pintura y dibujo en Moscú. Algunos pintores rusos destacados recibieron educación artística en la escuela (por ejemplo, Olga Zhekúlina). Más tarde enseñó en la Academia de Artes de Leningrado y en el Instituto de Arte Súrikov en Moscú. Su estudio en Moscú fue ampliamente utilizado por otros pintores. Diseñó juegos para obras teatrales en el Teatro de Arte de Moscú y en el Teatro Maly, de San Petersburgo, convirtiéndose en el diseñador oficial de este teatro desde 1945 hasta 1947. He also contributed sets for operas.
En la era soviética, Yuón fue el director del Instituto de Investigación de la Academia de las Artes (1948–1950) y el Primer Secretario de la Unión de Artistas de la Unión Soviética (1956–1958). Ganó un Premio Stalin (1943), recibió la Orden de Lenin y otras órdenes y medallas. Murió en Moscú el 11 de abril de 1958.

## Obras selectas
Konstantín Yuón comenzó como un pintor impresionista de paisajes y géneros con una nota simbolista. Entre los paisajes impresionistas están To the Trinity (1903) y Bulevar de Tverskoy (1909). Más tarde jugó con las ideas de un paisaje lírico mezclado con las imitaciones de las miniaturas de Pálej y las artes de íconos. La más simbolista de sus obras es el ciclo de grabados Creación del mundo sobre el tema de libro Génesis (1908–1912) y la pintura Nuevo Planeta que muestra la Revolución de Octubre como resultado de una catástrofe cósmica. Al final de su vida se convirtió en un estricto artista del realismo socialista, produciendo pinturas como Desfile en la Plaza Roja en 1941.

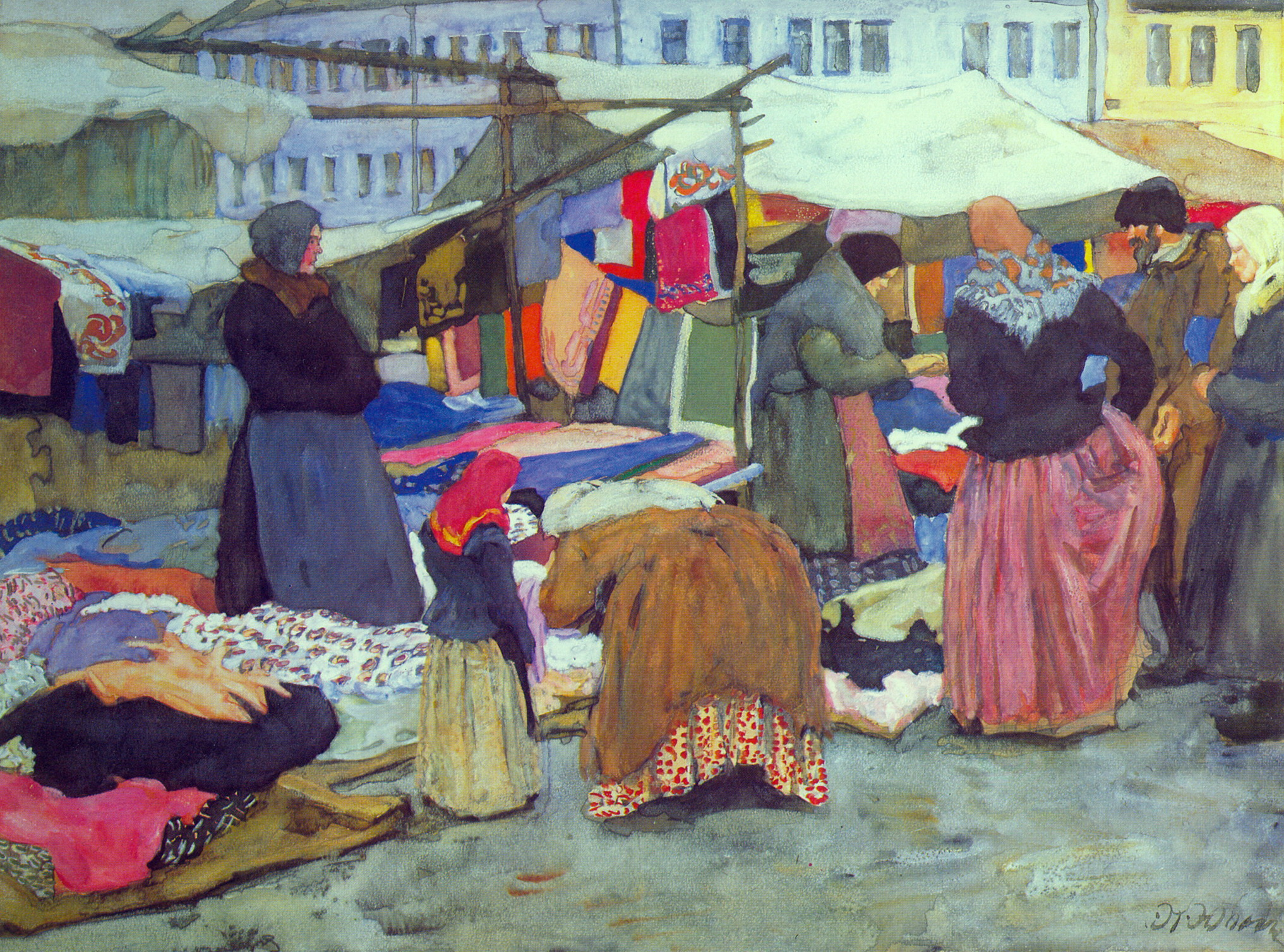
Productos blandos, 1905
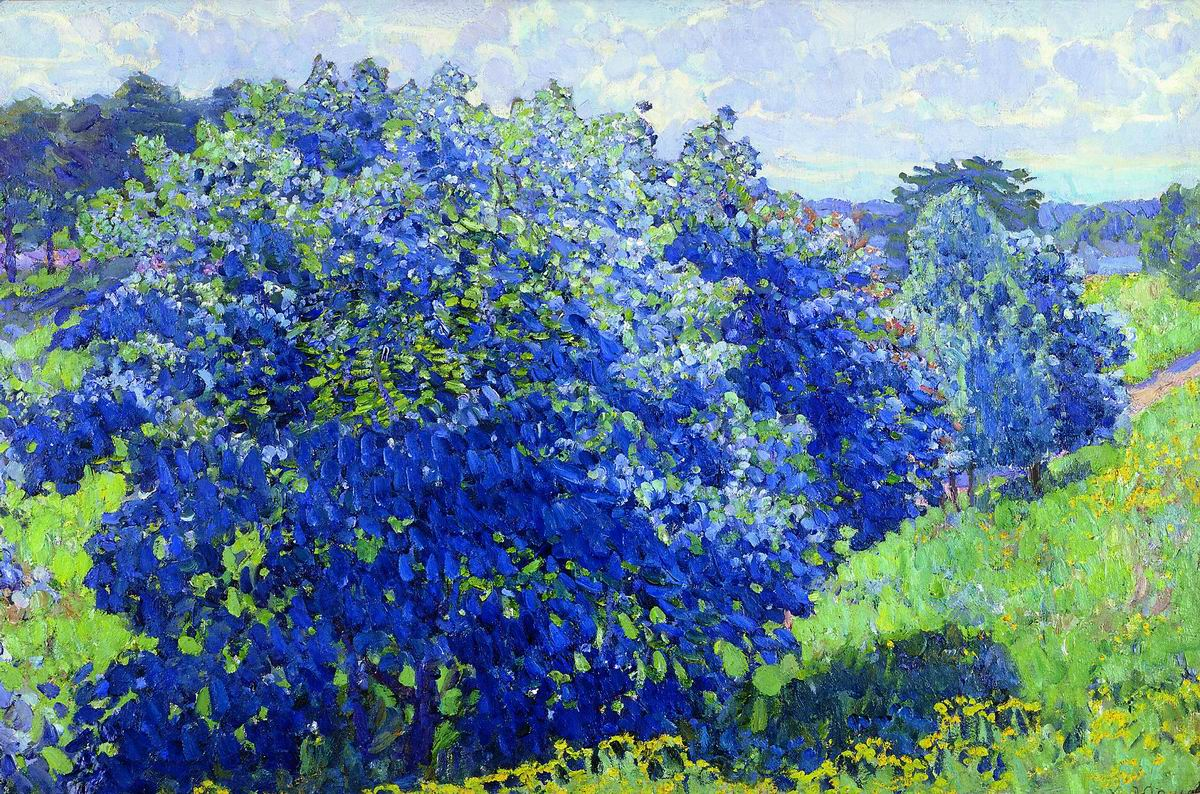
El arbusto azul, 1908
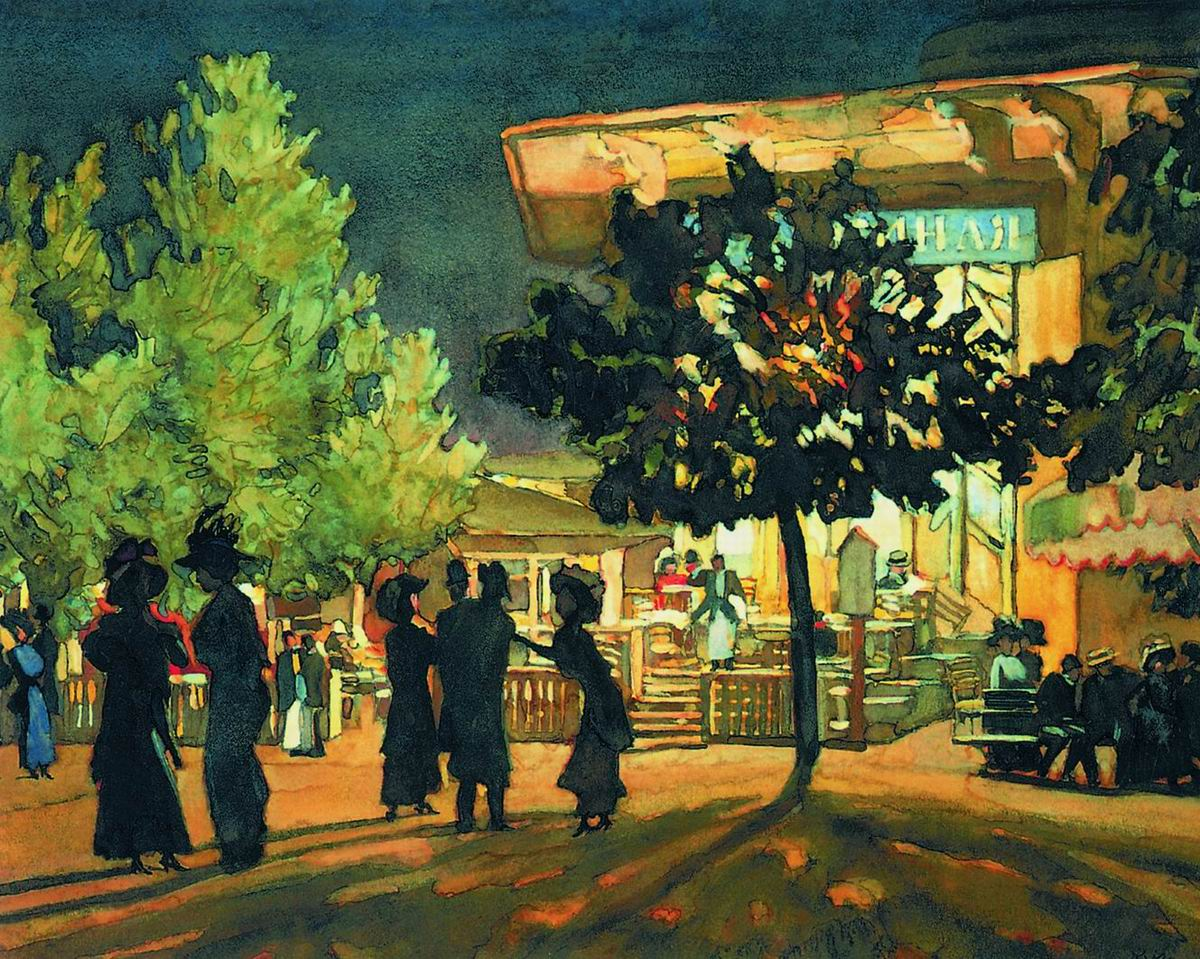
Bulevar de Tverskoy, 1909
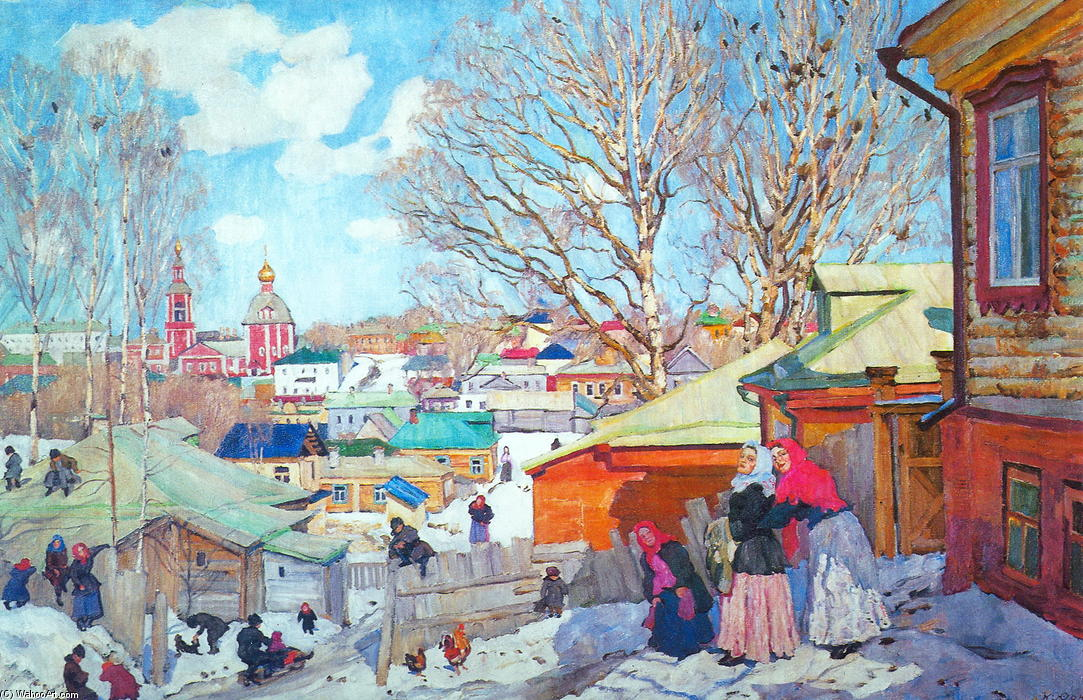
Día soleado de primavera, 1910
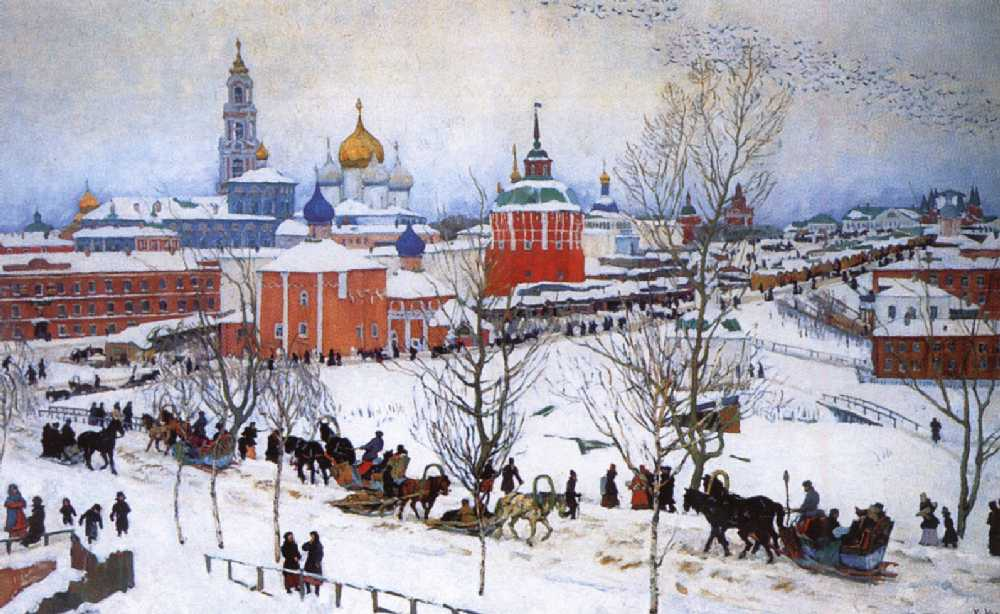
Vista del Laura de la Trinidad y San Sergio desde la calle Vokzálnaya, 1911
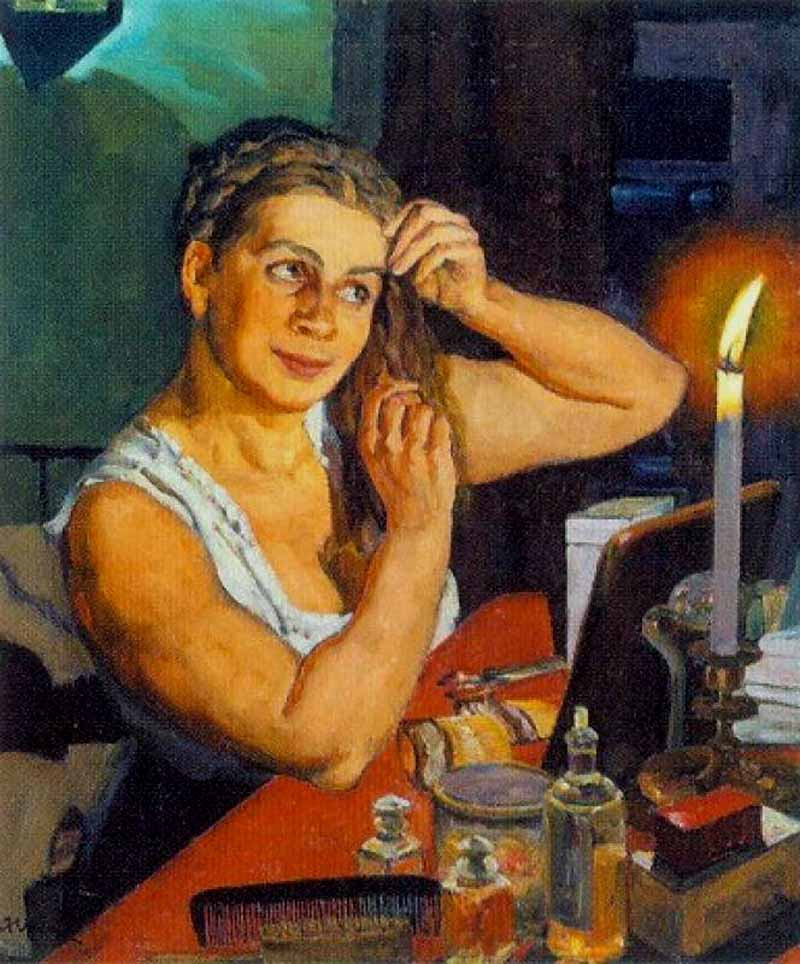
Retrato de Klávdiya Yuón, esposa del artista, 1911